# Sosthène Ayikuli Udjuwa
Sosthène Ayikuli Udjuwa (Faradje, 7 juli 1963) is een Congolees rooms-katholiek geestelijke en bisschop.
Hij liep school in Tadu en in het kleinseminarie van Rungu. Hij begon zijn priesterstudies in 1985, eerst in Kisangani waar hij filosofie studeerde en daarna theologie in Bunia. Hij werd in 1993 tot priester gewijd en gaf daarna les aan het kleinseminarie Johannes XXIII in Vida. Tussen 1997 en 1999 studeerde hij canoniek recht in Kinshasa en daarna werd hij professor in Bunia. Hij doctoreerde aan de Lateraanse Universiteit van Rome en hij werd in 2011 benoemd tot bisschop van Mahagi-Nioka als opvolger van Marcel Utembi Tapa die werd benoemd tot aartsbisschop van Kisangani.